# سلامبرلند (فیلم)
اسلامبرلند (انگلیسی: Slumberland؛ سرزمین خواب‌ها) فیلم ماجراجویی-فانتزی آمریکایی محصول سال ۲۰۲۲ به کارگردانی فرانسیس لارنس و نویسندگی دیوید گویون و مایکل هندلمن است که بر اساس داستان مصور نمو کوچولو در سلامبرلند اثر وینسور مک‌کی ساخته شده‌است. در این فیلم جیسون موموآ، مارلو بارکلی، کریس اودوود، کایل چندلر و وروچه اوپیا ایفای نقش می‌کنند.
اسلامبرلند در ۱۸ نوامبر ۲۰۲۲ توسط نتفلیکس منتشر شد.

## طرح داستان
در دنیای رؤیاییِ «سِلامبرلند»، یک دختر جوان با یک قانون‌شکن متحد می‌شود تا دوباره با پدر مرحومش ملاقات کند.

## بازیگران
- جیسون موموآ در نقش فلیپ، یک کلاهبردار ساتیرمانند که همراه نمو می‌شود.[۲]
- مارلو بارکلی در نقش نمو، دختر جوانی که رؤیاهای سلامبرلند را در سر دارد. او یک نسخهٔ جنسیتی برعکس از این شخصیت است که در اصل در کمیک استریپ دهه ۱۹۲۰ ظاهر شد.[۲]
- کایل چندلر در نقش پیتر، پدر نمو
- وروچه اوپیا در نقش مأمور گرین
- ایندیا د بوفور
- کریس اودوود

## تولید
در ۳ مارس ۲۰۲۰ اعلام شد که جیسون موموآ در یک اقتباس لایو اکشن از مجموعه کمیک استریپ نمو کوچولو در سلامبرلند اثر وینسور مک‌کی به کارگردانی فرانسیس لارنس بازی خواهد کرد و توزیع و تولید توسط نتفلیکس در تابستان همان سال آغاز خواهد شد. با این حال فیلم‌برداری این پروژه به‌دلیل دنیاگیری کووید-۱۹ به تعویق افتاد. در ۱۲ اکتبر ۲۰۲۰ کایل چندلر به بازیگران این فیلم پیوست، جایی که کریس اودوود و مارلو بارکلی قبلاً برای نقش‌آفرینی تأیید شده‌بودند. سال بعد، در ۱۸ فوریه، وروچه اوپیا و ایندیا د بوفور به بازیگران پیوستند. تصویربرداری در ۱۸ فوریه ۲۰۲۱ در تورنتو آغاز شد و در ۱۹ مه ۲۰۲۱ به پایان رسید. پینار توپراک موسیقی متن فیلم را ساخت.

## انتشار
سلامبرلند در ۱۸ نوامبر ۲۰۲۲ توسط نتفلیکس اکران شد.

## بازخورد
در وبگاه جمع‌آوری نقد راتن تومیتوز، ٪۴۲ از ۲۴ بررسی منتقدان مثبت است و میانگینِ امتیاز آن ۵٫۳/۱۰ است. این فیلم در متاکریتیک که از میانگین وزنی استفاده می‌کند، بر اساس نظر ۱۰ منتقدین امتیاز ۳۹ از ۱۰۰ را کسب کرده که نشان‌گر «نقدهای عموما نامطلوب» است.